# 성주산
성주산(聖住山)은 대한민국의 충청남도 보령시 미산면과 성주면에 걸쳐 있는 산이다. 높이는 680m. 성인이 산다고 해서 성주산이라는 이름이 붙었다고 한다. 이전에는 석탄 산지로 유명했다. 성주면에는 보령 석탄박물관이 있다.